# パーシー・スレッジ
パーシー・スレッジ（Percy Sledge、1941年11月25日 - 2015年4月14日 ）は、アメリカ合衆国の歌手。R&B/ソウルの分野で活動し、1966年に「男が女を愛する時」を大ヒットさせた。2005年にはロックの殿堂入りを果たしている。

## 来歴
アラバマ州レイトンの田舎で生まれた。ラジオでカントリーを聴きながら育ち、21歳になるまで黒人の歌手がいることを知らなかったという。1960年代には看護師として働きながらThe Esquiresというグループで歌っていたが、クイン・アイヴィーというDJの勧めによりソロ活動を始める。
フェイムのリズム・セクションが演奏を担当した1966年のデビュー・シングル「男が女を愛する時」は、『ビルボード』誌のR&Bシングル・チャートとBillboard Hot 100の両方で1位を獲得する大ヒットを記録した。この曲は、アトランティック・レコードのシングルとしては初めてゴールドディスクに達した。同曲はイギリスでも大ヒットして、全英シングルチャートで4位に達した。また、同曲を収録したアルバム『男が女を愛する時』（1966年）は、『ビルボード』誌のR&Bアルバム・チャートで2位、総合チャートのBillboard 200で37位に達した。
スレッジは1960年代後半を通じて10曲を『ビルボード』誌のR&Bシングル・チャートのトップ100に送り込み、うち4曲で同チャートのトップ10入りを果たした。1970年代に入るとヒット曲に恵まれなくなるが、1974年にはカプリコーン・レコードに移籍し、同年に発表された「アイル・ビー・ユア・エヴリシング」はR&Bシングル・チャートで15位に達したのに加えて、5年振りに総合チャートのBillboard Hot 100にもチャート・インしている。
1983年にはモニュメント・レコードからアルバム『Percy!』を発表。その後10年以上にわたってアルバムのリリースは途絶えるが、1987年、「男が女を愛する時」がイギリスで再ヒットして、オリジナル・リリース時を上回る全英2位に達した。1995年にはヴァージン・レコード傘下の、ポイントブランクからアルバム『Blue Night』を発表。同アルバムにはスティーヴ・クロッパーやボビー・ウーマックがゲスト参加した。
2014年2月に肝癌のため入院し、予定されていたツアーが中止となった。そして、2015年4月14日にルイジアナ州バトンルージュの自宅で死去。享年73。

## 代表曲
| 年   | タイトル                                   | Billboard Pop Singles | Billboard R&B Singles | UK Singles Chart |
| 1966 | "When a Man Loves a Woman"                 | 1                     | 1                     | 4                |
| 1966 | "Warm and Tender Love"                     | 17                    | 5                     | 34               |
| 1966 | "It Tears Me Up"                           | 20                    | 7                     | -                |
| 1967 | "Baby, Help Me"                            | 87                    | 44                    | -                |
| 1967 | "Out of Left Field"                        | 59                    | 25                    | -                |
| 1967 | "What Am I Living for"                     | 91                    | -                     | -                |
| 1967 | "Just out of Reach (Of My Two Empty Arms)" | 66                    | -                     | -                |
| 1967 | "Cover Me"                                 | 42                    | 39                    | -                |
| 1968 | "Take Time to Know Her"                    | 11                    | 6                     | -                |
| 1968 | "Sudden Stop"                              | 63                    | 41                    | -                |
| 1969 | "My Special Prayer"                        | 93                    | 44                    | -                |
| 1969 | "Any Day Now"                              | 86                    | 35                    | -                |
| 1973 | "Sunshine"                                 | -                     | 89                    | -                |
| 1974 | "I'll Be Your Everything"                  | 62                    | 15                    | -                |
| 1987 | "When a Man Loves a Woman"（再発）         | -                     | -                     | 2                |